# Хусто Руфіно Барріос
Хусто Руфіно Барріос Ауйон (ісп. Justo Rufino Barrios Auyón; 19 липня 1835 — 2 квітня 1885) — державний та політичний діяч Гватемали, президент країни з червня 1873 до квітня 1885 року.

## Життєпис
Народився у містечку Сан-Лоренсо (департамент Сан-Маркос). Вивчав юриспруденцію, здобувши диплом юриста 1862 року.
Внаслідок ув'язнення батька за опозицію президенту Рафаелю Каррері Барріос 1855 року залишив країну й оселився у Мексиці, звідки неодноразово намагався здійснити переворот та скинути Карреру і його наступника Вісенте Серну Сандоваля, що йому і вдалось у липні 1871 року, коли до влади прийшов Мігель Гарсіа Гранадос, за президентства якого Барріос став головнокомандувачем гватемальської армії.
У червні 1873 року Барріос сам став президентом Гватемали.
Політика Барріоса сприяла економічному розвитку країни. Він домігся значного послаблення впливу католицької церкви та практично підкорив її державному контролю. Барріос також проголосив формальну свободу преси, реформував поліцію, створив мережу державних шкіл, приділяв багато уваги розвитку столиці. За його президентства було прокладено перші телеграфні лінії та залізниці. 1879 він ратифікував нову конституцію, а 1880 був переобраний на другий шестирічний термін.
Прагнучи здійснити свої плани з об'єднання республік Центральної Америки на єдину державу, Хусто Руфіно Барріос 1885 року виступив проти Сальвадору, однак у першому ж бою, що відбувся 2 квітня поблизу з Чальчуапою, його військо було розбито, а сам він загинув.